# Phlebotomus brevifilis
Phlebotomus brevifilis är en tvåvingeart som beskrevs av Tonnoir 1935. Phlebotomus brevifilis ingår i släktet Phlebotomus och familjen fjärilsmyggor. Inga underarter finns listade i Catalogue of Life.